# Burnout Legends
Burnout Legends es la quinta parte de la popular franquicia de videojuegos de carreras, Burnout. Salió a la venta para las consolas PlayStation Portable el 13 de septiembre de 2005 y para Nintendo DS el 29 de noviembre del mismo año. Presenta muchas de las pistas y modos de juego de las tres primeras versiones, pero en un nuevo envase  para el formato portátil. Muchos de los modos de juego son similares a Burnout 3: Takedown y Burnout 2: Point of Impact usando autos de estos, algunas antiguas y nuevas pistas. 

## Modos de juego
En Burnout hay que competir en una serie de eventos para desbloquear nuevas coches y pistas. La siguiente lista muestra los 9 modos de juego: 
- Tour Mundial: Compite contra otros coches de distintas variedades de modos (véase más abajo). La gira mundial está dividido por tipos de coches. Obtener la medalla de (Oro: 1.º lugar, Plata: 2.º lugar, Bronce: 3.º lugar) en serie para desbloquear el Gran Premio. Se requiere acabar con Oro en el Grand Prix para desbloquear la siguiente serie de Tour Mundial. Es la manera principal para desbloquear los coches.

- Carrera: Compita hasta con cuatro coches en una carrera de 3 vueltas en cualquier pista.

- Eliminador: (Solamente Accesible en gira mundial) como una carrera, sólo en cada vuelta el último coche es eliminado. La Carrera continua hasta que quede solo el primer lugar.

- Cara a Cara: Carrera contra un coche de leyenda para ganarlo.

- Contrarreloj. El objetivo es completar una vuelta tan rápido como puedas. Tu puedes hacer tantas vueltas como quieras.

- Vuelta al rojo: La versión de Contrarreloj en Tour Mundial. Intenta completar una vuelta por la medalla de oro en el menor tiempo (Ejemplo: Termina antes de 1:00.00 ganaras la medalla de oro).

- Furia al Volante: Choca a los demás para hacerles Takedown, así se maneja en el Tour Mundial, cuidado pues tendrá un límite de tiempo. Se termina la carrera cuando se acaba el tiempo o cuando te dañan mucho.

- Persecución: En este puede jugar como policía. Trata de sacar al enemigo del camino antes de que se acabe el tiempo o antes de que tu salud baje. Todos los eventos de persecución nuevo reto de jefe. Evento final es Total Pursuit. Consigue oro en todos los eventos de Persecución y ganaras el coche de Leyenda.

- Crash: Sacar el oro en esta ocasión en casi una obligación pues es necesario sacarlo para poder desbloquear más coches y más niveles.

### Coches
Hay un total de 95 coches para desbloquear a través de los distintos modos: Muscle, Compacto, Coupe, Deportivo, Super, Especiales de Carrera y De Leyenda. También hay coches para desbloquear completando todos los eventos de Persecución, de Furia al Volante, etc. Estos son de Burnout 2 y 3. 
Este juego también tiene los coches de colección. Hay 5 de ellos, para cada clase, sin embargo sólo comienzan con uno. Para conseguir los otros cuatro tu tienes que retar a otro jugador en la modalidad Ad-Hoc de batalla, apostando tu coche para ganar su coche en el desafío.